# Stibadium caliente
Stibadium caliente là một loài bướm đêm trong họ Noctuidae.